# 朝鮮半島能源開發機構
| 國家別           | 百萬美元 |
| ---------------- | -------- |
| 韓國             | 1,455    |
| 日本             | 498      |
| 美國             | 405      |
| 歐洲原子能共同體 | 122      |
| 澳洲             | 14       |
| 其他             | 18       |

朝鮮半島能源開發機構 （英語：Korean Peninsula Energy Development Organization，縮寫：KEDO）是美國、日本及韓國在1995年3月15日所成立的組織，其宗旨在落實1994年所簽訂的朝美核框架協議，藉以凍結朝鮮以寧邊原子能研究中心為中心的核電廠開發，而該中心被視為是朝鮮核武器開發的一部份，KEDO的主要活動是預定在2003年朝鮮建造兩座輕水反應爐，取代朝鮮的石墨慢化反應爐 。
此後，亦有其他國家加入此機構運作：
- 1995: 澳洲、加拿大、紐西蘭
- 1996: 阿根廷、智利、印尼
- 1997: 歐盟、波蘭
- 1999: 捷克
- 2000: 烏茲別克

KEDO的討論是基於美國助理國務卿、韓國外交部副部長、日本外務省亞洲大洋洲局局長的級別進行的，而秘書處設立在美國紐約，但KEDO已於2006年關閉。

## 歷史
1997年8月19日，在新浦市以北30公里的咸鏡南道琴湖地區，兩座輕水反應爐的預定地正式破土動工，該預定地之前曾1980年代蘇聯解體前，被選為兩座類似大小的核反應堆，且被承諾建造。
在朝美核框架協議簽署後不久，美國國會的控制權被轉移到共和黨，而共和黨並不支持此項政策，部分的共和黨參議員強烈反對該協議，並認為此協議是綏靖主義的展現，KEDO第一任理事斯蒂芬·博斯沃思則對於共和黨的態度評論：「朝美核框架協議在簽署後兩週內成為政治孤兒」。
然而，KEDO的專案融資並不順利，一直到1998年才正式發出標案邀請，但這項延誤激怒了朝鮮，輕水反應爐的重大支出自2000年才開始投資，並直到2002年8月7日才實地灌築第一批混泥土，致使兩座輕水反應爐的建設進度嚴重落後。
2006年1月9日，兩座輕水反應爐建設被宣布終止，建造的員工返回各自的國家，朝鮮針對未能達成先前的承諾提出賠償要求，並拒絕歸還施工留下所約 4,500 萬美元的設備。

## 歷任理事
| 姓名            | 任期      | 備註          |
| --------------- | --------- | ------------- |
| 斯蒂芬·博斯沃思 | 1995–1997 | [ 15 ]        |
| 德賽克斯·安德森 | 1997–2001 | [ 11 ]        |
| 查爾斯·卡特曼   | 2001–2005 | [ 16 ] [ 17 ] |